# あやべ彫刻回廊
あやべ彫刻回廊（あやべちょうこくかいろう）とは、京都府綾部市が市内の8ケ所にゾーン分けして、全26展の大型彫刻作品を展示している作品群の総称である。
綾部市政50周年を記念し、2000年（平成12年）度に既に市内に設置されていた彫刻と併せ設置し「あやべ彫刻回廊」と称したもの。彫刻作品自体は、全26展のうち8展は、神奈川県足柄下郡箱根町にある彫刻の森美術館の協力により有期契約により借り受けて設置されている。
なお、JR 綾部駅内にある綾部市観光協会で「あやべ彫刻回廊マップ」をもらうことができる。

## 展示作品
- あやべ桜が丘団地地区

1 音の世界へ（目をとじて…）（武荒信顕、北側エントランス）第5回ヘンリー・ムーア大賞展 美ヶ原高原美術館賞受賞作品
2 無題（ホセ・レセンデ、さくら公園）
3 浮遊する立方体（石黒鏘二、あおぞら公園）第3回ヘンリー・ムーア大賞展 優秀賞受賞作品
4 棒高跳び（ポール・プロシー、せせらぎ公園）第3回高村光太郎大賞展 彫刻の森美術館賞受賞作品
5 不適当な一対（チョミン・バディオラ、5号公園）
6 東洋の構造（鹿田淳史、南側エントランス）第5回ヘンリー・ムーア大賞展 美ヶ原高原美術館賞受賞作品
- JR綾部駅地区

7 誰かが見ている（尾崎真一、駅北広場）第3回高村光太郎大賞展 美ヶ原高原美術館賞受賞作品
8 アルパー無限の音（吉田隆、駅南広場）第3回高村光太郎大賞展 優秀賞受賞作品
- 綾部工業団地

9 綾部工業団地・交流プラザ（安藤忠雄、交流プラザ）
10 空にかける階段'96-IX（冨樫実、交流プラザ）
11 水の星座（新宮晋、交流プラザ）
12 平和の鐘（内田繁、藤山公園）
13 時・空間（堀野利久、高倉公園）
14 水辺（岩本幹雄、日東薬品工業株式会社）
15 天と地を結ぶ一水（中堀嘉雄、株式会社片山化学工業研究所）
16 ミラクルツリー（不詳、グンゼ株式会社）
17 歓び（山口浩二、国産部品工業株式会社）
18 星創（稲垣稔、三ツ星ベルト株式会社）
19 SKY-RECEPTOR1999-綾部（清水柾博、近畿コカ・コーラボトリング株式会社）
- 綾部市中央公民館

20 四つのへこみ変形した立方体（吉田二郎）
21 PARTATION（田村一博）
22 平和の像（金井幸）
- 大島地区（綾部市立中筋小学校）

23 日の出（羽室功二）
- 川糸地区（京都府北部研修センター）

24 森の詩（羽室功二）
- 綾部市天文館パオ

25 星誕譜（羽室功二）
- 栗町地区（綾部市立豊里小学校）

26 生命の樹（羽室功二）